# 急救學
这里讲的急救术指的是心脏、肺、大脑的急救术。

## 常见原因
常见的原因有：严重心律失調、心功能不全、冠心病急性发作；呼吸衰竭、呼吸道异物梗阻、溺水；脑病变、感染休克、麻醉手术意外和一些自然灾难交通事故。

## 判断标准
意识突然丧失，呼吸停止，脉搏消失，瞳孔散大，心跳停止。

## 急救办法
- 气道管理（Airway,A）头后仰，托起下颌，目的是保持呼吸道通畅
- 呼吸支持（Breathing,B） 口对口或口对鼻人工呼吸。 具体方法：用按于前额的一手拇指和食指夹闭被救治者双鼻孔，另一只手托起下颌并张开被救治者的嘴，深吸气后，张口贴紧并包住被救治者的嘴，缓慢吹气。吹气时可见胸部抬起，吃起毕，即从被救治者口部离开，张嘴松开鼻孔。
- 心肺复苏（Circulation,C）
  - 胸前捶击 方法：救治者握拳，以尺侧基部由20cm高处给被救治者胸骨中部以快速一击，仅此一次。
  - 胸外心脏按压 方法：救治者两膝处于被救治者卧位体表水平，左手掌根置于其胸骨下半部，右手掌根置于左手掌根背部，按压时以救治者髋关节为支点，以背为力臂，借两肘、肩关节及上肢协调运动，并利用上半身体重下压于胸部。动作应自然有节奏连续不断，放松时定位手掌根部要离开定位点。按压次数80~120次/分。

按压与人工呼吸的分配：口对口吹气两次，胸外心脏按压30次。
这只是简单的急救措施，一经脱离危险应当立即送往就近的医院进行正规的治疗。